# Woda dla słoni (film)
Woda dla słoni (ang. Water for Elephants) – amerykański dramat filmowy w reżyserii Francisa Lawrence’a z 2011 roku. W rolach głównych wystąpili Reese Witherspoon i Robert Pattinson. Film jest adaptacją książki o tym samym tytule autorstwa Sary Gruen.
Zdjęcia do filmu rozpoczęły się w maju 2010, kręcony w Los Angeles, Santa Paula, Piru i Fillmore, w stanie Kalifornia, a także w Georgii i Tennessee.

## Fabuła
Jacob Jankowski (Robert Pattinson), student weterynarii na ostatnim roku, po tragicznej śmierci rodziców przyłącza się do cyrku. Pracując jako lekarz weterynarii zakochuje się w Marlenie (Reese Witherspoon), która jest żoną właściciela i tresera Augusta (Christoph Waltz). Gdy cyrk jest na skraju bankructwa August kupuje słonia o imieniu Rosie. Jedyną jego metodą tresury jest dźganie słonia metalowym szpikulcem do krwi. Nie podoba się to jednak Jacobowi i Marlenie, więc postanawiają coś zrobić. Zostają ciężko pobici przez Augusta, postanawiają więc uciec, lecz on ich łapie i bije do nieprzytomności. Film kończy się zemstą reszty załogi na Auguście poprzez wypuszczenie wszystkich zwierząt podczas spektaklu. Gdy właściciel dowiaduje się o romansie dwóch głównych postaci postanawia udusić Marlenę. Lecz zdolna słonica Rosie zabija go i razem z Marleną, Jacobem i resztą zwierząt wyrusza szukać nowego domu.

## Obsada
- Reese Witherspoon jako Marlena Rosenbluth
- Robert Pattinson jako Jacob Jankowski
- Christoph Waltz jako August Rosenbluth
- James Frain jako dozorca Rosie
- Hal Holbrook jako starszy Jacob Jankowski
- Paul Schneider jako Charlie O’Brien
- Ken Foree jako Earl
- Tim Guinee jako Diamond Joe
- Mark Povinelli jako Kinko/Walter
- Scott MacDonald jako Blackie
- Jim Norton jako Camel
- Richard Brake jako Grady
- Uggie jako Queenie